# Łukasz Uhma
Łukasz Uhma (ur. 20 stycznia 1954 w Warszawie) – polski gimnastyk sportowy, olimpijczyk z Montrealu 1976.
Mistrz Polski w skoku przez konia w roku 1975
Na igrzyskach olimpijskich w Montrealu zajął:
- 11. miejsce w wieloboju drużynowym,
- 40. miejsce w skoku przez konia,
- 50. miejsce w ćwiczeniach na poręczach,
- 65. miejsce w wieloboju indywidualnym,
- 65. miejsce w ćwiczeniach na kółkach,
- 65. miejsce w ćwiczeniach na koniu z łękami,
- 71. miejsce w ćwiczeniach na drążku,
- 81. miejsce w ćwiczeniach wolnych.